# Misato
Misato (味里 (みさと)?  , 14 de junio) es una seiyū femenina japonesa.
Nació en la prefectura de Kanagawa. Trabajadora independiente. Anteriormente trabajó en Production Ace Co., Ltd., afiliado a Ofice CHK. Estudió en la academia de seiyūs Amusement Media Academy.

## Persona
Graduada de Amusement Media Sōgō Gakuin.
En mayo de 2010, junto a Airi Sakuni, anunció la formación de una unidad seiyū, llamada "Etoile" (「'etoile」, Etoiru?).  En septiembre del mismo año, se transfirió de Office CHK a Production Ace. Además , coprotagonizó Upotte!! con Iori Nomizu, Misuzu Togashi y Kaori Sadohara, formó una unidad de seiyūs, llamada "Sweet Arms", (sweet ARMS Suwīto Āmuzu?, lit.: "Brazos dulces"). El 30 de noviembre de 2015, se retiró del estudio Production ACE y Y Shisasho el as de producción el 30 de noviembre de 2015; el 1 de diciembre del mismo año, empezó a realizar actividades y trabajos de forma libre.
Recogió 124 peces de colores (con una pala de papel) en un juego de festival.

## Filmografía
※Personajes principales en negrita

### Anime
2011
- Dantalian no Shoka (Niña A)
- Deadman Wonderland (Locutora)
- Nichijō (Tamamura, Pyon, Niña)
- Freezing (Oficial de tercer grado A)
- Maken-ki! (Kimi Satō)

2012
- Upotte!! (Elle〈L85A1〉[6])

2013
- Ore no Nōnai Sentakushi ga, Gakuen Love Come o Zenryoku de Jama Shiteiru (Konagi Yawakaze[7])
- Seitokai no Ichizon Lv.2 (Kumiyama)
- Date A Live (Mana Takamiya[8])

2014
- Inari, Konkon, Koi Iroha (Minami Momoyama)
- Date A Live II (Mana Takamiya[9])
- Fūun Ishin Dai☆Shōgun (Tsubaki)
- Maken-ki! Two (Kimi Satō[10])

2015
- Shinmai Maō no Testament (Chika Sakaki)
- Shinmai Maō no Testament BURST (Chika Sakaki)
- Triage X (Konomi Suzue[11])

### OVA
2012
- Upotte!! (Elle〈L85A1〉) ※Ova adaptada a partir del cuarto volumen del cómic.

2013
- Maken-ki! (Kimi Satō) ※Ova adaptada del decimoprimer volumen del cómic.

### Videojuegos
2008
- Doki Doki Majo Shinpan 2 Duo (Nami Futaba, Nagi Futaba)

2011
- Suzumiya Haruhi no Tsuisō
- Nichijō: Uchūjin (Tamamura)

2013
- Kantai Collection -KanColle- (Musashi, Italia 8, Italia 19[12])

2014
- Uchi no Hime-sama ga Ichiban Kawaii (Mami Schweitzer[13])
- Date A Live: Mori Install (Mana Takamiya[14])

2015年
- Date a Live Twin Edition: Kibishi Shō Rencarnation (Mana Takamiya[15])

2016
- Advent Girl (Guan Yu[16])

### Radio
- Hangame Presenta: Radio「Moebachi! 冬休み Special!」 (En Radio Onsen: 26 de diciembre de 2011)
- Upotte! Radio  〜Totsugeki!! sweet ARMS〜 (Emitido en HiBiKi Radio Station, desde el 23 de marzo hasta 28 de setiembre de 2012)
- デート・ア・ラジオ DATE A RADIO（Invitada en la 9°, 10°, 32°, 33° y 51° edición)
- sweet ARMS放送局 〜RADIO THE TRIGGER〜 (Emitido en HiBiKi Radio Station：1 de julio - 23 de setiembre de 2014)[17]

### Doblaje

#### Cine y TV de drama
- Gracias (Dorama coreano) (Gi-son)
- Evening
- The Road to El Dorado (Alicia)
- Oz the Great and Powerful (Voz de clientes femeninas, otros)
- Get Karl! Oh Soo-jung (Artículo en inglés)
- Comeback Madonna: Soy Leyenda (Artículo en inglés)
- Royal Pains 3
- Mujer de Palacio (Soo-kyung, interpretado por: Han Yel-lin)
- Gyebaek[18] (Yong Tae-young (interpretado por Han Ji Woo), Cho Young (Adolescente))
- Prosecutor Princess (Yoon Bin)
- Cold case 7: The final (Susy Hill)
- Confucio (Kang (Niño))
- CSI: Miami 8
- Tenebrae
- Qin Shi Huang (Princesa Mindai de Zhao, interpretado por: Zhang Jingchu)
- 'The White Countess (Artiículo en inglés)
- El trabajo de un hombre: La leyenda de Confucio
- Scream 4
- Populaire (Susan Hunter, interpretado por: Sara Haskell)
- Dinotren (Brenda)
- The Defenders
- House M. D. Cap. 1
- House M. D. Segunda Temporada Cap 11
- Dream High (Lee Lya)
- Los descendientes
- El hombre que fue Superman
- HAWAII FIVE-0
- Dalkomhan Naui Doshi (Nam Yoo-joon)
- Meet Mr. Daddy (Dorama) (Jin-su)
- The Last Tycoon
- Rizzoli & Isles 5 (Julia)
- I Need Romance(Artículo en inglés)
- Cásate conmigo（I Yoon Ri, interpretado por Choi Ji Heon)

#### Animaciones
- Sofia the First (Princesa Rubí)
- Chuggington (Sophie)

### Drama CD
- Steins;Gate Original drama CD (Chiyo Otofuke) ※Comptiq edición de octubre de 2011
- Doki Doki Majo Shinpan 2 Duo (Nami Futaba, Nagi Futaba)
- Binetsu no kajitsu 〜Butterfly Sky〜 (微熱の果実〜バタフライ・スカイ〜Binetsu no kajitsu 〜Butterfly Sky〜?) (Chie, clientes femeninas 1)
- Bushō gakuen (Yumi Tokugawa)
- Porno Superstars (Empleadas)

### CD Musical
| Lanzamiento     | Título | Personajes | Música                               | Relacionado con                                                       |
| 2011            | 2011 | 2011 | 2011                                 | 2011                                                                  |
| --------------- | --- | --- | ------------------------------------ | --------------------------------------------------------------------- |
| 28 de noviembre | Maken-ki! Zen Ending! (マケン姫っ! 全エンディングっ!) | Chacha Akaza (Saeko Sōkō), Kimi Satō (Misato)                                                                               | 「Baby!Baby! Ver.9」                 | Ending del anime Maken-ki!                                            |
| 2012            | | |                                      |                                                                       |
| 18 de enero     | Maken-ki! Chara song Album Doki☆Mizugi de Deathmacth (マケン姫っ! キャラクター・ソング・アルバム ドキッ☆ 水着でデスマッチ)                               | Furan Takaki ([[Chiharu Kitaoka\|Aya Kōta]]), Chacha Akaza (Saeko Sōkō), Kimi Satō (Misato)                                 | 「Get Over the Rainbow」             | テレビアニメ『マケン姫っ!』キャラクターソング                         |
| 19 de setiembre | Upotte!! Special Album: Ao sabi gakuen hōsō-bu "Ima no jūsei wa nani yarou ka?"-hen (うぽって!! Special Album 青錆学園放送部「今の銃声は何やろうか?」篇) | Elle (Misato) | 「パラシュート」                     | テレビアニメ『うぽって!!』キャラクターソング                          |
| 2013            | | |                                      |                                                                       |
| 7 de agosto     | DATE A MUSIC EXTENSION | Mana Takamiya (Misato) | 「リトル妹（マイ）ドロップス」       | テレビアニメ『デート・ア・ライブ』キャラクターソング                  |
| 2014            | | |                                      |                                                                       |
| 19 de marzo     | Maken-ki! Two: Bikini darake no Dai Ongakkai "Nōsatsu bumon-hen” (マケン姫っ!通 ビキニだらけの大音楽会《悩殺部門篇》)                                    | Chacha Akaza (Saeko Sōkō), Kimi Sato (Misato)                                                                               | Miracle☆Sumer (「ミラクル☆SUMMER」?) | テレビアニメ『マケン姫っ!通』キャラクターソング                       |
| 19 de marzo     | Maken-ki! Two: Bikini darake no Dai Ongakkai "Nōsatsu bumon-hen” (マケン姫っ!通 ビキニだらけの大音楽会《悩殺部門篇》)                                    | Urachi Minaya (Shizuka Furaya), Furan Takaki ([[Chiharu Kitaoka\|Aya Kōta]]), Chacha Akaza (Saeko Sōkō), Kimi Satō (Misato) | 「金太の大冒険」                     | テレビアニメ『マケン姫っ!通』キャラクターソング                       |
| 2015            | | |                                      |                                                                       |
| 14 de octubre   | Geki-jōban DATE A LIVE: Mayuri Judgement Original Soundtrack (劇場版デート・ア・ライブ 万由里ジャッジメント ORIGINAL SOUNDTRACK?)                        | Misato | 「Not Forget」                       | ゲーム『デート・ア・ライブ 凜緒リンカーネイション』エンディングテーマ |

### Pachinko
- Moebachi! (Mana Amahara)
- Moebachi! 2.do semestre (Mana Amahara[19])

### Teledramas
- Neko Taxi (enero a marzo de 2010) - En el papel de Asami Uchida

### Películas
- Neko Taxi (agosto de 2010) - En el papel de Asami Uchida

### Etapa
Drama escrito
- Oz no Saiyūki 〜 Legend of gōuesuto (オズの西遊記〜Legend of GO WEST Viaje de Oz hacia el oeste ~la leyenda de GO WEST?) (junio a julio de 2010) - En el papel de Himiko/Julia (Doble palel)

### Libro
TRPG Replay
- Arian Road RPG 2E・Replay de Seidan no Luce Series (Jugadores: Luce, Meteorit)